# Allen Emerson
Ernest Allen Emerson (ur. 2 czerwca 1954 w Dallas, zm. 15 października 2024) – informatyk, profesor Uniwersytetu Teksańskiego w Austin, laureat Nagrody Turinga.
W 1976 otrzymał stopień licencjacki w matematyce na Uniwersytecie Teksańskim, a tytuł doktora matematyki stosowanej uzyskał na Uniwersytecie Harvarda w 1981 roku.
Za swoją działalność został uhonorowany Nagrodą Parisa Kanellakisa w 1998, a w 2007 (wraz z Edmundem Clarke i Josephem Sifakisem) Nagrodę Turinga za wynalezienie i rozwój metod weryfikacji modelowej.